# Miethe Glacier
Miethe Glacier är en glaciär i Antarktis. Den ligger i Västantarktis. Argentina, Chile och Storbritannien gör anspråk på området. Miethe Glacier ligger 480 meter över havet.
Terrängen runt Miethe Glacier är kuperad åt nordväst, men åt sydost är den bergig. En vik av havet är nära Miethe Glacier åt nordväst. Trakten är glest befolkad. Närmaste befolkade plats är Gonzalez Videla Station, 17,9 kilometer nordost om Miethe Glacier. 